# Biografielijst Eb

## Eba
- Shirin Ebadi (1947), Iraans juriste en mensenrechtenverdedigster
- Ebalus van Aquitanië, bekend als Mancer, (873-935), Hertog van Aquitanië (890-893, 927-935), Graaf van Poitiers (890-893, 927-935)
- Abba Eban (1915-2002), Israëlisch diplomaat, politicus, historicus en schrijver
- Selita Ebanks (1983), Kaaimaneilands fotomodel en actrice
- Sylvan Ebanks-Blake (1986), Engels voetballer

## Ebb

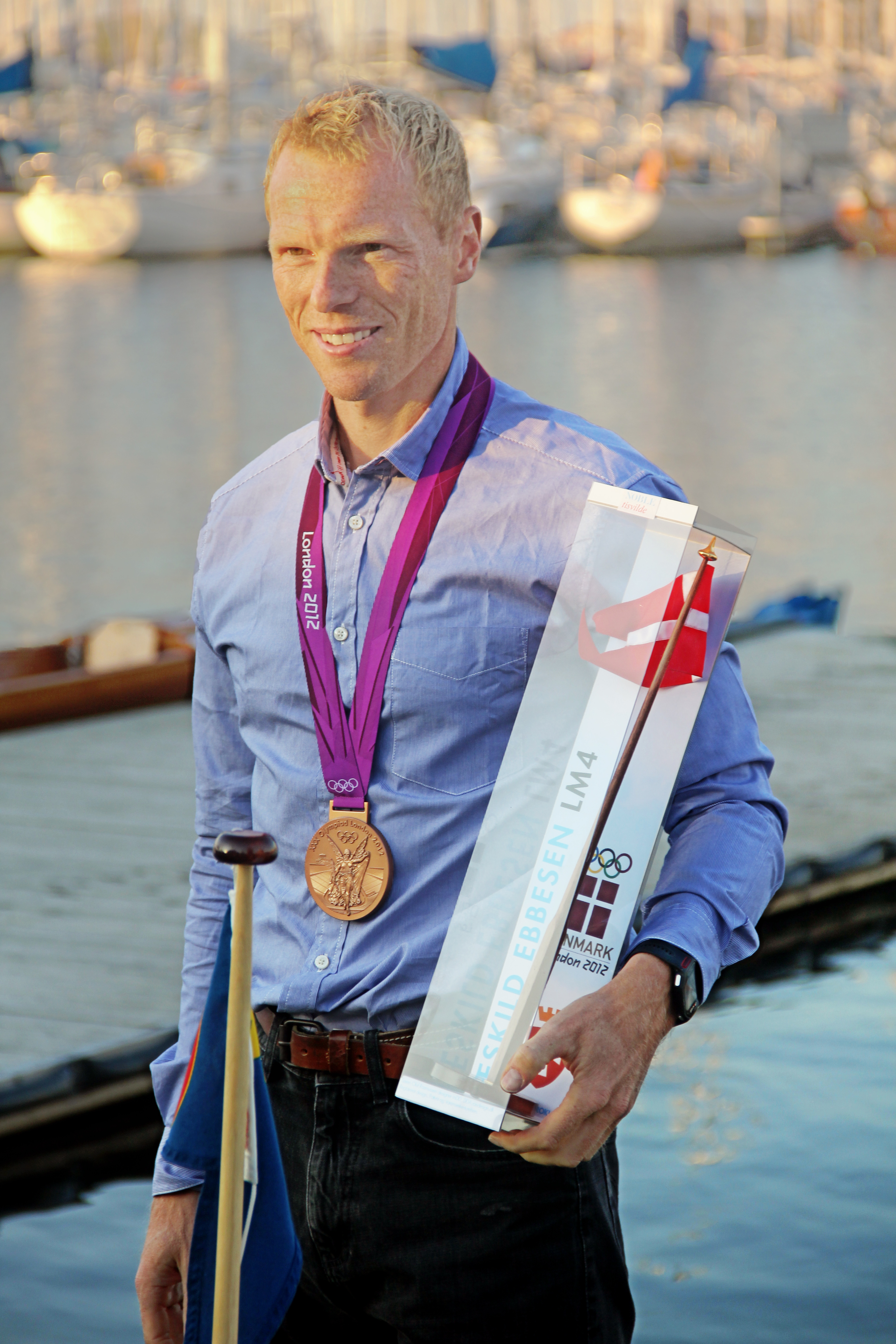
Eskild Ebbesen

- Fred Ebb (1928-2004), Amerikaans tekstschrijver
- Ebba van Coldingham, bekend als Ebba de Jonge, (+870), Schots legendarisch figuur, geestelijke en heilige
- Ebba van Coldingham (+870), Schots legendarisch figuur, geestelijke en heilige
- Han Ebbelaar (1943), Nederlands balletdanser
- Antonius (Toon) Ebben (1930-2011), Nederlands springruiter
- Thijs van Ebbenhorst Tengbergen, bekend als Tais Teng, (1952), Nederlands schrijver en kunstenaar
- Martin Ebbertz (1962), Duits kinderboekenschrijver
- Benedikte Ebbesdotter van Hvide (ca. 1165-1199), koningin-gemalin van Zweden (1195-1199)
- Eskild Ebbesen (1972), Deens roeier
- Arjan Ebbinge (1974), Nederlands voetballer
- Diederik Ebbinge (1969), Nederlands acteur, cabaretier en filmregisseur
- Lambert Wicher Ebbinge (1848-1896), Nederlands politicus
- Frederik Allard Ebbinge Wubben (1791-1874), Nederlands burgemeester en notaris
- Hermann Ebbinghaus (1850-909), Duits psycholoog, pionier in het leerpsychologisch onderzoek
- Wim Ebbinkhuijsen (1939), Nederlands informaticus

## Ebd

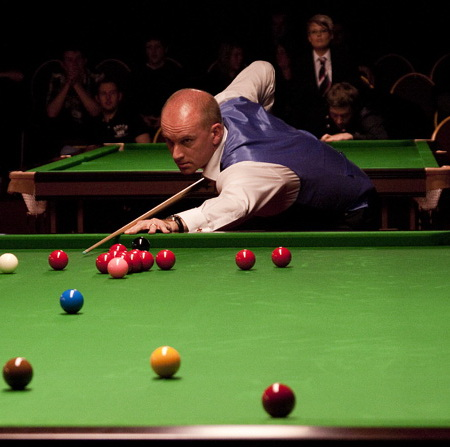
Peter Ebdon

- Hermogenes Ebdane jr. (1948), Filipijns politicus en generaal buiten dienst
- Matthew Ebden (1987), Australisch tennisspeler
- Peter Ebdon (1970), Engels snookerspeler

## Ebe

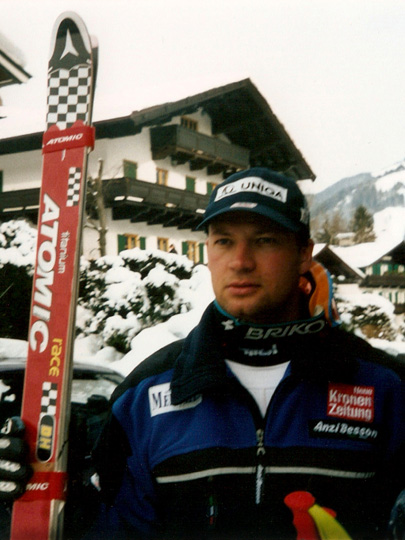
Stephan Eberharter (2000)

- Lorenzo Ebecilio (1991), Nederlands voetballer
- William Makram Ebeid (1889-1961), Egyptisch politicus
- Hans Ebeling Koning (1931-2023), Nederlands kunstschilder
- Eddie Ebell, Amerikaans acteur
- Jean-Jacques Ebelmen (1814-1852), Frans scheikundige
- Edzo Hommo Ebels (1889-1970), Nederlands landbouwer, bestuurder en politicus
- Bunna Ebels-Hoving (1932-2022), Nederlands historica
- Notburga van Eben, Oostenrijks heilige
- Willem Eben (1853-onbekend), Belgisch onderwijzer en malacoloog
- Eber, afstammeling van Sem (Hebreeuwse Bijbel)
- Joost Ebergen (1990), Nederlands voetballer
- Cornelis Reindert (Cor) Eberhard (1947), Nederlands technisch tekenaar, sportfotograaf, ondernemer en politicus
- Eberhard van Friuli (ca. 810-866), Frankische edele
- Eberhard van Nellenburg (ca. 1015-1078), graaf in Zwaben en zalige
- Guillaume Eberhard (1879-1949), Nederlands kunstenaar
- Julian Eberhard (1986), Oostenrijks biatleet
- Eberhard III van de Nordgau (ca. 840-na 898), Duits edelman
- Friedrich-Georg Eberhardt (1892-1964), Duits militair en geridderde
- Isabelle Eberhardt (1877-1904), Zwitsers-Russisch ontdekkingsreizigster en schrijfster
- Stephan Eberharter (1969), Oostenrijks alpineskiër
- Klaus Eberhartinger (1950), Oostenrijks zanger
- Anton Franz Josef Eberl (1766-1807),
- Marc Eberle (1980), Duits voetballer
- Ray Eberle (1919-1979), Amerikaans zanger
- Johann Ernst Eberlin (1702-1762), Duits componist en organist
- Bob Eberly (1916-1981), Amerikaans zanger
- Augusta van Reuss-Ebersdorf en Lobenstein (1757-1831), Duits gravin
- Hendrik LXXII van Reuss-Lobenstein-Ebersdorf (1796-1853), Vorst van Reuss-Lobenstein-Ebersdorf (ca. 1822-1848)
- Lucas Hermanus Eberson (1822-1889), Nederlands architect
- Friedrich Ebert (1871-1925), Rijkspresident van Duitsland (1919-1925)
- Friedrich Ebert jr. (1894-1979), Oost-Duits politicus
- Jakob Ebert (1549-1614), Duits dichter en theoloog
- Lily Ebert (1923-2024), Hongaars schrijfster en Holocaust-overlevende
- Margot Elisabeth Ebert (1926-2009), Duits actrice, omroepster, danseres en schrijfster
- Roger Joseph Ebert (1942), Amerikaans filmrecensent en -schrijver
- Thomas Ebert (1973), Deens roeier
- Reinhold Ebertin (1901-1988), Duits astroloog
- Gustavo Daniel Eberto (1983-2007), Argentijns voetballer

## Ebi
- Emmanuel Ebiede (1978), Nigeriaans voetballer
- Seiji Ebihara (1949), Japans golfer
- Richard Fridolin Joseph Freiherr Krafft von Festenberg auf Frohnberg, genannt von Ebing (1840-1902), Duits psychiater en auteur
- Moritz Ebinger (1961), Zwitsers-Nederlands kunstenaar
- Symmachus de Ebioniet (2e eeuw), Grieks bijbelvertaler

## Ebl
- Jean-Baptiste Eblé (1758-1812), Frans generaal, ingenieur van de genie en artillerist
- Sonia Ebling de Kermoal (1918), Braziliaans beeldhouwster en schilderes

## Ebn
- Klaus Ebner (1964), Oostenrijks schrijver

## Ebo

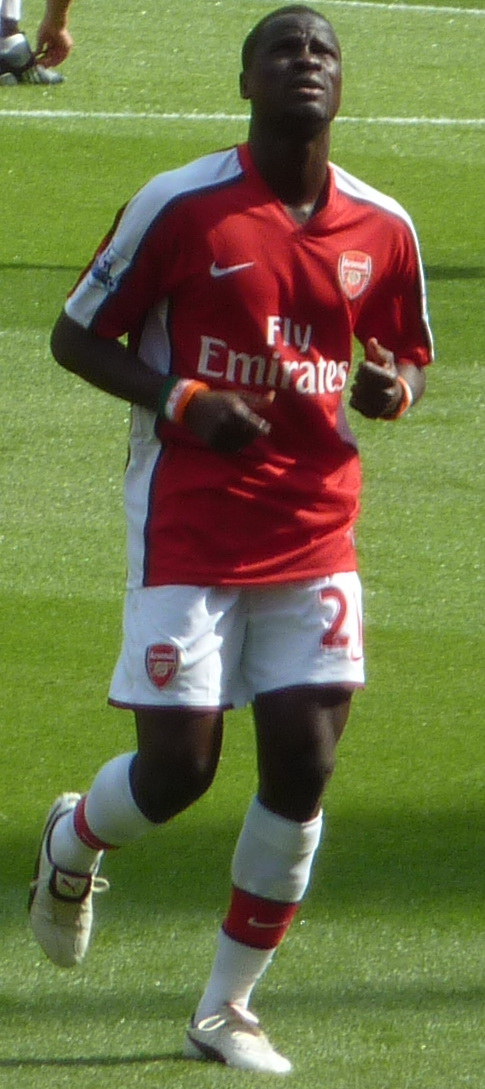
Emmanuel Eboué

- Osahon Eboigbe (1989), Nigeriaans voetballer
- Emmanuel Eboué (1983), Ivoriaans voetballer

## Ebr
- Armaan Ebrahim (1989), Indiaas autocoureur
- Wagner Ebrahim (1977), Braziliaans autocoureur
- Benoît Ebrard (1983), Frans wielrenner
- Marcelo Luis Ebrard Casaubon (1959), Mexicaans politicus
- Ebroin (+ca. 680), hofmeier in Neustrië (658-673, 675-680)

## Ebs
- Christian Rudolph (Buddy) Ebsen Jr. (1908-2003), Amerikaans acteur
- Katja Ebstein, pseudoniem van Karin Witkiewicz, (1945), Duits zangeres en actrice

## Ebu
- Paul-José Mpoku Ebunge (1992), Belgisch-Congolees voetballer
- Quintus Fabius Maximus Eburnus (2e eeuw v.Chr.), Romeins (stadspraetor)
- Joseph Ebuya (1987), Keniaans atleet